# Misterios (Álbum)
Misterios es el primer álbum oficial del dúo musical chileno La Sociedad.

## Antecedentes
Daniel Guerrero y Pablo Castro se conocieron en su adolescencia cuando tenían 13 y 15 años respectivamente en el colegio San Agustín, en Ñuñoa. Castro, atraído por la discoteca del padre de Daniel (un ejecutivo del sello EMI), iba regularmente a su casa. La amistad se hizo inevitable, especialmente desde el día en el que Castro llegó con una guitarra eléctrica y ambos comenzaron a cantar.
Fue el origen de un diálogo musical que rindió frutos tan inesperados como ambicionados por el par de cantautores. Pese a sus vínculos con EMI, no fue ése sello el primero en reparar en La Sociedad, sino el productor Rubén Darío Díaz, quien, a través de Magic Records, grabó el primer disco del dúo: Misterios (1993). A poco andar la promoción de ese álbum y de su incipiente éxito, EMI decidió reclutarlos y priorizar su promoción.

## Lista de canciones
Todas las canciones escritas y compuestas por Pablo Castro y Daniel Guerrero, excepto donde se indique. 
| N.º | Título                                              | Duración |  |
| 1.  | «Surrealismo»                                       | 3:01     |  |
| 2.  | «Son momentos (FT.Wildo)» (Wildo, Castro, Guerrero) | 3:33     |  |
| 3.  | «Olvidar tu amor»                                   | 3:47     |  |
| 4.  | «El club del Cha-Cha-Cha»                           | 3:16     |  |
| 5.  | «El juego terminó»                                  | 4:20     |  |
| 6.  | «Todo puede pasar»                                  | 3:07     |  |
| 7.  | «Yo te quiero»                                      | 3:40     |  |
| 8.  | «Un amor no termina así»                            | 3:49     |  |
| 9.  | «Sabor de medianoche»                               | 3:48     |  |
| 10. | «Enamorándote»                                      | 2:47     |  |

## Músicos

### La Sociedad
- Daniel Guerrero: Voz y coros
- Pablo Castro: Guitarras y coros

### Músicos invitados
- Carlos Urquiza: Programación de baterías
- Álvaro Rivera: Teclados y programación
- Bruno Giolito: Percusión en "El club del cha-cha-cha"
- Roberto "Toti" Diaz: Guitarra en "Surrealismo", "Son momentos" y "Todo puede pasar"
- Marcos Cuzatto: Guitarra en "Yo te quiero" y "Un amor no termina así"
- Claudio "Mota" Prieto: Bajo en "Surrealismo", "Son momentos", "Olvidar tu amor", "El juego termino", "Sabor de medianoche" y "Enamorándote"
- Patricio Valdés: Bajo en "El club del ch-cha-cha", "Yo te quiero" y "Un amor no termina así"
- Patricia Vera, Verónica Garay, Pilar Diez y Lorena Saplains: Coros